# Rhynchobapta cervinaria
Rhynchobapta cervinaria är en fjärilsart som beskrevs av Moore 1888. Rhynchobapta cervinaria ingår i släktet Rhynchobapta och familjen mätare. Inga underarter finns listade.